# Casa Rafael Parcerisas
La Casa Rafael Parcerisas és un edifici situat a la intersecció entre els carrers de Morales, Entença i Travessera de les Corts, davant dels jardins de Joaquim Ruyra, catalogat com a Bé Cultural d'Interès Local. Es tracta d'una obra clarament racionalista, en un moment en què molts arquitectes havien recolzat el classicisme; la depuració de línies i d'elements i l'abstracció de volums anuncia el camí cap la recuperació del llenguatge racionalista que es produiria una dècada més tard.

## Descripció
Es tracta d'un edifici aïllat, de planta baixa, tres pisos i terrat.
La porta d'entrada, que dona al carrer de Morales, és petita i en un context secundari. Per sobre d'ella s'hi articula un dels pocs elements que distorsionen de les línies rectes, la caixa de l'escala, que supera l'altura regular de l'immoble. Les obertures són de dos tipus, finestres separades per conjunts de maons a vista i balcons massissos situats en cada pis als angles d'edifici. Les finestres de la cara del carrer d'Entença són més petites i deuen correspondre a parts dels habitatges que requereixen d'obertures menors.
A nivell de conservació, l'edifici no es troba en bones condicions, amb els arrebossats en mal estat i taques d'humitats externes. No obstant, sembla que no ha patit remodelacions o modificacions significatives.